# COBOL

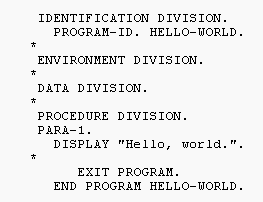
Đoạn mã COBOL dùng để in "Hello, world." ra màn hình.

COBOL là một ngôn ngữ lập trình thế hệ thứ ba và là một trong những ngôn ngữ lập trình lâu nhất còn được sử dụng (từ thập niên 1960). COBOL được lấy từ các chữ cái đầu của từ Common Business-Oriented Language. Mục đích của nó là hướng đến thương mại, tài chính và các hệ quản lý của các công ty và chính phủ.
Sức mạnh của COBOL và điều giải thích tại sao ngôn ngữ này vẫn còn được ưa chuộng hơn 40 năm sau lúc ra đời:
- COBOL có rất nhiều chức năng để xử lý tập tin, nhất là theo cách xử lý hàng loạt (batch processing). Không có ngôn ngữ nào có chức năng này ngoài COBOL
- COBOL rất dễ viết, dễ đọc lại để sửa hoặc viết thêm vào (rất quan trọng đối với thế giới lập trình vì người viết chương trình rất có thể đã rời công ty 20, 30 năm sau, mà chương trình vẫn tiếp tục chạy)

Chuẩn COBOL 2002 hỗ trợ lập trình hướng đối tượng và các tính năng lập trình hiện đại khác.
Hiện tại Cobol là ngôn ngữ chạy nhiều nhất trên các máy vi tính Mainframe, hằng ngày, hàng triệu dòng Cobol được viết trong những chương trình "Business".
Năm 2006, công ty nghiên cứu thị trường công nghệ thông tin Gartner, ra thông báo rằng hiện tại 60% các chương trình chuyên nghiệp được viết hằng ngày được viết bởi ngôn ngữ COBOL.
COBOL được sử dụng nhiều trong các ứng dụng liên quan đến ngân hàng và bảo hiểm.